# Харківсько-Миколаївська залізниця
Харківсько-Миколаївська залізниця — одна із залізниць українських губерній Російської імперії (України), побудована на кошти приватного капіталу в 1868—1871 роках. До 1871 простягалася до Кременчука, а точніше Крюкова. З 1881 року залізниця стала належати казні (державна скарбниця). Загальна протяжність (на 1900) — 1 196 верст. З січня 1907 року — в складі Південних залізниць.

## Історія
У 1868 році видана концесія гофмейстеру Абазі та барону Унгерн-Штернбергу на спорудження Харківсько-Кременчуцької залізниці. Капітал товариства склав 14 300 000 карбованців, з яких лише ¼ — негарантовані акції, інші ¾ — гарантовані урядом облігації. Поверстна вартість — 56 378 карбованців з версти.
Статутом 1871 Товариство Харківсько-Кременчуцької залізниці перейменовано в Товариство Харківсько-Миколаївської залізниці, з наданням права побудувати Миколаївську ділянку.
1 червня 1872 року до Харківсько-Миколаївської залізниці була приєднана Єлисаветградська лінія.
Сумську ділянку побудовано в 1876—1877 роках.
Роменську ділянку та під'їзні шляхи побудовано безпосереднім розпорядженням казни, після викупу Харківсько-Миколаївської залізниці у 1881 році.
У 1907 році об'єднана з Курсько-Харківсько-Севастопольською залізницею в Південні залізниці.

## Ділянки дороги

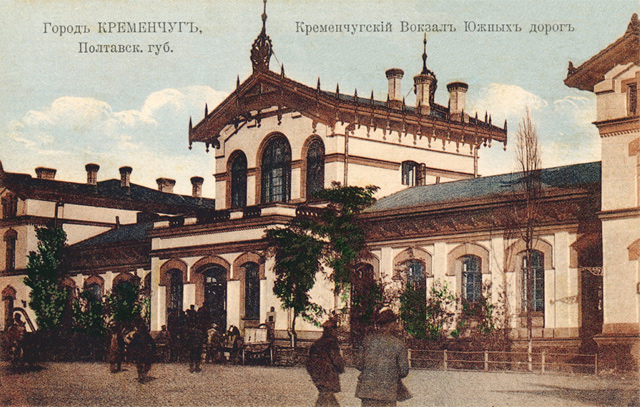
Вокзал станції Кременчук

- Харківсько-Єлисаветградська (головна лінія)
- Миколаївська
- Сумська
- Роменська. Кременчук — Ромни Либаво-Роменської залізниці (200 верст)

## Під'їзні шляхи
- Охтирський
- Лебединський
- Гадяцький
- Костянтиноградський (Конградський)